# Внутренняя македонская революционная организация — Народная партия
Внутренняя македонская революционная организация — Народная партия (ВМРО-НП, макед. Внатрешна македонска револуционерна организација - Народна партија) — консервативная политическая партия в Македонии. Основанная в Скопье 4 июля 2004 сторонниками Любчо Георгиевского, который вышел из ВМРО ДПМНЕ после неудачной попытки захватить руководство партии Николой Груевским. Президентом партии был выбран относительно неизвестный Весна Джаневска, а Любчо Георгиевский считался неформальным лидером партии. Первый съезд ВМРО-НП прошёл 22 апреля 2007 года, где был избран президентом партии Георги Трендафилов.
На Парламентских выборах в 2006 году ВМРО-НП выступила самостоятельно, выиграв 6,1% голосов и 6 мест в македонской Ассамблее. ВМРО-НП не стала частью правящей коалиции, но проголосовала за правительство Николы Груевски в целях предотвращения проникновения Демократического союза за интеграцию в правительство.
В 2007 году партия начала переживать внутренний кризис. 1 марта его представитель Джордж Оровцанец сообщил, что он покидает партию, после избрания Георги Трендафилова глава ВМРО-НП заявил, что он будет требовать поддержку правительства, бывший и.о. Президента партии Джаневска начал публично выражать своё недовольство по отношению к партии. Это привело к изгнанию из партии Весна Джаневска и Валентина Боциновска, после они стали независимыми депутатами.
На Парламентских выборах в 2008 году ВМРО-НП не принимала участие.
27 декабря 2008 ВМРО-НП Центральный Комитет прекратил членство Георги Трендафилова и выбрал Марьяна Додовски Президентом партии.
В 2009 на местных и президентских выборах ВМРО — НП работала независимо друг от друга в 40 муниципалитетах и городе Скопье, или в менее половины территории Республики Македонии. С набравшими 43.000 голосов, для ВМРО-НП это был сюрприз этих выборов, и она зарекомендовала себя в качестве третьего субъекта в македонском политическом блоке.
23 октября, в день ВМРО ВМРО-НП провела свой 14 Конгресс. На Конгрессе путём аккламации был избран новый президент партии Марьян Додовски.
В конце 2009 ВМРО-НП выступила с инициативой изменить герб Республики Македонии. Предложено было Земельное Оружие 1620, золотисто-желтый лев на красном фоне.
14 марта 2010 ЦК ВМРО-НП, состоявшемся в Охриде, на котором был избран новый Исполнительный комитет партии.
20 марта 2011 года состоялось ежегодное совещание ВМРО — НП в Скопье. На Парламентских выборах в 2011 году, ВМРО-НП получила 28 217 голосов (2,51%), но не выиграла ни одного места.
Также существует молодёжная организация — Союз молодых сил ВМРО-НП под председательством Дино Блажевски.

## Цели партии
ВМРО-НП выделяет следующие цели своего политического действия:

    Свобода, солидарность и справедливость
    Создание единства в свободе и ответственности
    Равенство и партнерство между мужчинами и женщинами
    Семья — опора общества
    Молодежь — будущее нашей страны
    Уважайте опыт пожилых граждан
    Наша культура — выражение национальной идентичности и открытости
    Современное качество образования
    Выражение свободы и ответственности
    Разработка принципов свободной рыночной экономики
    Повышение конкурентоспособности Македонии как сельскохозяйственного и промышленного потенциала
    Обеспечение социальной справедливости и реструктуризации социального государства
    Консолидация демократии
    Защита государства всеобщего благосостояния и верховенства права
    Борьба с коррупцией
    Жить с людьми разных национальностей